# W100

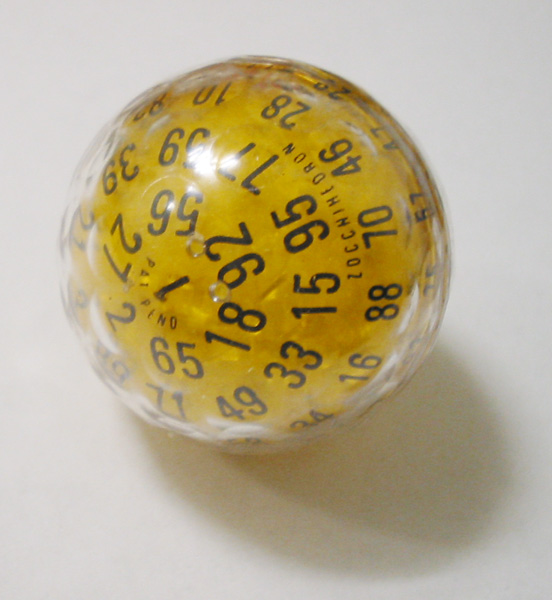
W100 – Zocchihedron

Der Ausdruck W100, manchmal auch W-Prozent oder W% genannt, stammt aus verschiedenen Würfelspielen und bezeichnet ein beliebiges Verfahren, um eine Zufallszahl von 1 bis 100 zu erzeugen, bei dem im Allgemeinen ein oder zwei Spielwürfel verwendet werden.

## Würfelarten und -methoden
Es gibt mehrere Möglichkeiten eine solche Zufallszahl zu erzeugen.

### Ein-Würfel-Methode
Zum Erreichen einer Zufallszahl von 1 bis 100 mit einem Würfel ist ein besonderer, annähernd kugelförmiger Spielwürfel mit 100, paarweise gegenüber liegenden Vertiefungen nötig. Diese Art von Würfel wird nach seinem Erfinder Lou Zocchi auch Zocchihedron genannt. Die ästhetische Form des Zoccihedron wurde im Jahre 1985 von Lou Zocci zum US-Design-Patent angemeldet. Obwohl ein solcher 100-seitiger Würfel nicht ideal ist, genügt er aber den meisten Anwendungen in Würfelspielen, in denen W100 verwendet werden. Auf einer hinreichend waagerechten, flachen und glatten Oberfläche bleibt der Würfel auf einer der Vertiefungen liegen und die Zahl, deren Vertiefung nach oben zeigt, ist dann die Ergebniszahl des Würfelwurfs.
Hauptkritikpunkt an dieser Würfelmethode ist zum einen die Verfügbarkeit von „hinreichend waagerechten, flachen und glatten Oberflächen“, da diese Art von Würfel unter nicht-idealen Bedingungen dazu neigt, so liegenzubleiben, dass das Ergebnis nicht eindeutig abzulesen ist. Außerdem erfordert die Anwendung etwas Feingefühl, damit der Würfel nicht aus dem zum Würfeln vorgesehenen Bereich rollt, insbesondere weil er nur schwierig zusammen mit einem Würfelbecher verwendbar ist, da er zum Erzeugen einer hinreichend zufälligen Zahl rollen muss. Ein Würfeltablett mit Rand eignet sich gut um die Würfelbedingungen zu optimieren.

### Zwei-Würfel-Methode

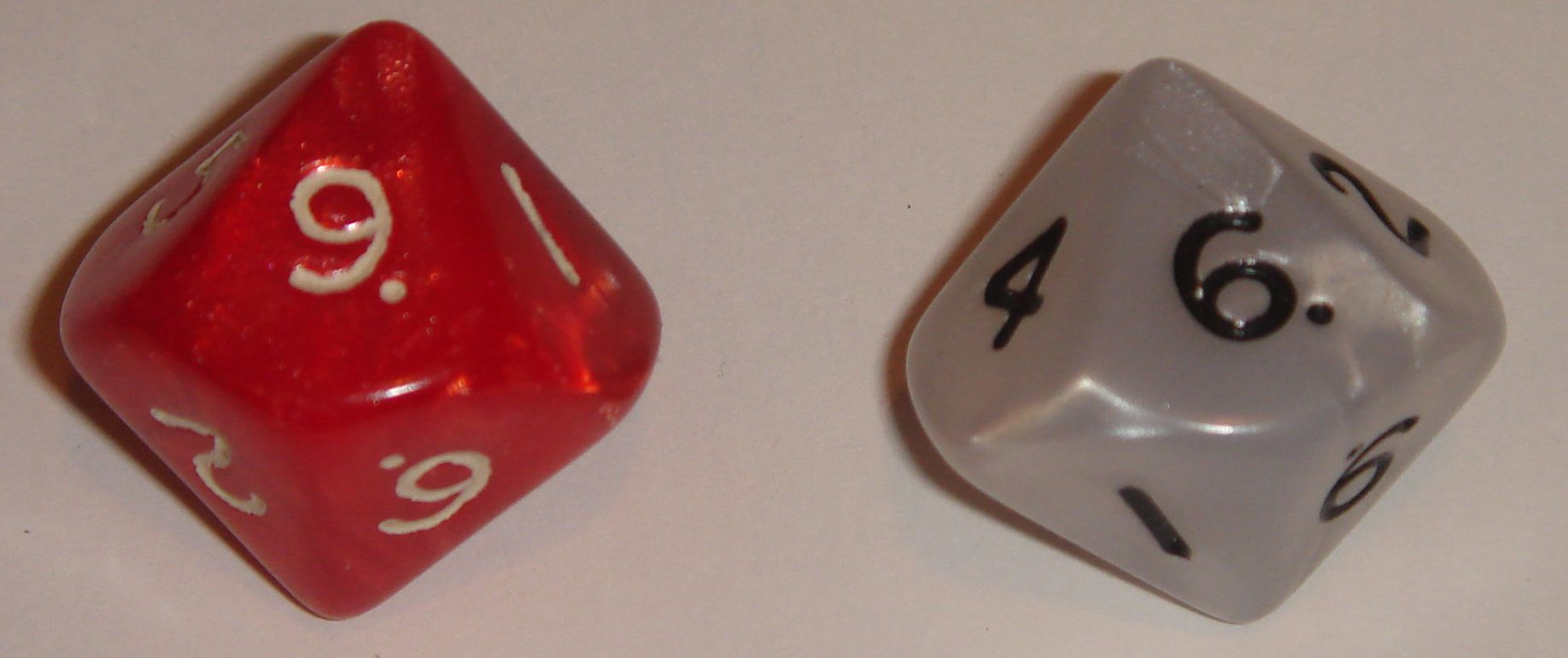
W10 – zehnseitige Würfel

Bei dieser Methode finden im Allgemeinen 2 deutlich unterscheidbare W10 (zehnseitige Würfel) Anwendung. Dabei werden die beiden Würfel gleichzeitig gewürfelt und einer der beiden Würfel als „Zehnerstelle“ interpretiert, der andere als „Einerstelle“, was vor dem Würfeln angesagt wird.
Wird zum Beispiel bei einem grauen und einem roten W10 angesagt, dass der rote die Zehnerstelle repräsentieren soll, und der rote nach dem Würfeln eine 9 zeigt, der graue eine 6, ist das Ergebnis 96. Wäre stattdessen der graue W10 als Zehnerstelle angesagt worden, wäre das Ergebnis bei gleichem Bild der Würfel (rot zeigt 9, grau zeigt 6) eine 69. Zeigt die Zehnerstelle eine 0 wird das Ergebnis als einstellig interpretiert, das heißt zum Beispiel wenn der Zehner eine 0 und der Einer eine 7 zeigen ist das Ergebnis 07, das heißt 7. Eine 0 auf beiden Würfeln wird entweder als 0 oder als 100, je nach Spielregel interpretiert, meistens als 100.
Diese Methode liefert eine zuverlässigere Zufallszahl als ein Zocchihedron, da die einzelnen Würfel „ideal“ sein können. Kritik wird in diesem Fall eigentlich nur an den Spielern geübt, da man bei der Ablesung des Ergebnisses schummeln kann, wenn zum Beispiel der Zehner oder Einer-Würfel nicht rechtzeitig angesagt wird. Um dem entgegenzuwirken, werden auch zwei solcher Würfel im Paar angeboten, wobei der eine statt der üblichen Ziffern von 0 bis 9 die Zahlen 00 bis 90 in Zehnerschritten trägt, womit die Zehnerstelle für das Ablesen des Ergebnisses eindeutig festgelegt ist.

## Anwendungen
Am häufigsten kommt der W100 in Pen-&-Paper-Rollenspielen zur Anwendung. Der Meinung einiger Rollenspielentwickler und Spieler nach stellt die Verwendung von prozentualen Wahrscheinlichkeiten eine bessere Übersichtlichkeit der Spielmechanik her und gestaltet den Spielablauf abschätzbarer. Vor allem sind kleinere Abstufungen in der Wahrscheinlichkeit möglich als bei anderen Würfelarten. Im Rollenspiel Midgard wird der W100 als Drachenei bezeichnet.
einige Beispiele
- Dungeons & Dragons (D&D)
- Rolemaster & Space Master
- Midgard
- Basisrollenspiele (d. h. auch RuneQuest, Sturmbringer, Call of Cthulhu etc.)